# Jackie Tohn
Jackie Tohn, född 25 augusti 1980 i Oceanside, New York, är en amerikansk skådespelare.
Tohn har bland annat medverkat i filmerna Sisters och Old Dads. Hon har även medverkat i TV-serien GLOW.

## Filmografi (i urval)
- 2015 – Sisters
- 2017–2019 – GLOW (TV-serie)
- 2023 – Old Dads
- 2024 – Nobody Wants This (TV-serie)